# Matheus Krämer
Matheus Krämer (* um 1600; † frühestens 1671 wohl in Tübingen) war ein langjähriger Bürgermeister von Tübingen, der durch seine erfolgreiche Vermittlung während der Belagerung des  Schlosses Hohentübingen durch die Franzosen berühmt wurde.

## Leben
Mateus Krämer war ein Sohn von Martin Krämer und seiner Frau Anna geb. Brüssel. 1622 heiratete er Barbara Koch aus Urach. Ab 1636 war er Gerichtsverwandter, in den Jahren 1640/41 – 1643/44 hatte er das Amt des Spitalpflegers inne. Ab 1646 war er Bürgermeister von Tübingen.
Im Jahr 1647 hielten bayerische Söldner das Schloss Hohentübingen besetzt, während sich eine französische Armee unter Generalfeldmarschall Turenne auf dem Vormarsch befand. Turenne wollte wohl mit seinem Angriff auf Tübingen die gleichzeitig stattfindenden Verhandlungen zwischen Frankreich und Bayern in Ulm beeinflussen. Turenne forderte durch einen Trompeter als Unterhändler, der von den Bayern nach „militärischem Ritus“ empfangen wurde, die Besatzung zur Übergabe auf. Am Abend des Montag, 24. Januar (oder 3. Februar) 1647 zog sich Turenne Richtung Reutlingen und Pfullingen zurück, „alda in dem Nacht Quartier zuverbleiben“.
Etwa eine Stunde nach seinem Abzug wurde den Franzosen eine Abordnung („Commission“) von Stadt und Universität Tübingen nachgesandt. „Joh. Martin Rauscher, Hugo Maurique Ein MömpelGartischer Studiosus, (...), Und Herr Matheus Krämer Burgermeister“ gelangten in Begleitung des französischen Trompeters nach Pfullingen und überbrachten Turenne folgende Nachricht („Postillion“): Tübingen habe sich gegenüber den Franzosen nie feindlich gezeigt, beabsichtige dies auch in Zukunft nicht zu tun, daher ergehe die Bitte, Stadt und Universität „in allen nach mügligkeit gndgst zuverschonen“.
Am darauffolgenden Tag bekamen die Abgeordneten aus Tübingen einen Schutzbrief von General Turenne und kehrten um vier Uhr nachmittags mit dem begehrten Schutzbrief („Salva Quardi“) zurück, welcher sich allerdings nur auf die Universität bezog. In den darauf folgenden Wochen waren kaum französische Streifen in der Umgebung Tübingens anzutreffen. Daher verbreitete sich in der Stadt schon Gerede, die Aufforderung zur Übergabe sei nichts mehr als ein bloßer Versuch („tentement“) gewesen.
Später, in den Jahren 1662–1670, war Krämer zusätzlich Landschaftsabgeordneter. Bürgermeister von Tübingen war er bis 1671. Da er ab diesem Jahr nicht mehr erwähnt wurde, ist davon auszugehen, dass er im gleichen Jahr oder kurz danach starb.